# George MacKay (actor)
George Andrew J. MacKay (Londres, 13 de març de 1992) és un actor anglès d'ascendència australiana. És conegut per interpretar a Curly a la pel·lícula Peter Pan: La gran aventura, a Riccio a El príncep dels lladres, a Joe "Bromley" Cooper a Orgull, a Eddie en La meva vida d'ara i al cap Schofield a 1917.

## Biografia
És fill de Kim Baker, dissenyadora de producció, i de Paul MacKay, d'origen australià i que treballava en il·luminació i direcció d’escenaris. Té una germana menor, Daisy MacKay. Va estudiar a The Harrodian School, una escola privada situada al sud-oest de Londres.
El 2002 un caçatalents li va oferir fer una audició per a l'adaptació del 2003 de Peter Pan dirigida per PJ Hogan. Ell va interpretar a Curly, un dels nens perduts. Dos anys després obtindria el paper de Riccio en El príncep dels lladres. Un altre treball destacat en la seva filmografia va ser la minisèrie Johnny and the Bomb, basada en la novel·la homònima de Terry Pratchett. Posteriorment intentaria entrar a la Reial Acadèmia d'Art Dramàtic i la London Academy of Music and Dramatic Art, però sense èxit.
En televisió va participar en sèries com Rose and Maloney, Footprints in the Snow i The Brief.
El 2008 va interpretar el paper d'Aaron en la pel·lícula Defiance, i el 2009 va compartir cartell amb Clive Owen a The Boys Are Back. El 2011 va participar en la pel·lícula independent de gènere musical Hunky Dory, al costat de Minnie Driver, Aneurin Barnard i Kimberley Nixon.
El 2012 va protagonitzar un paper en Private Peaceful, i va participar en el telefilm The best of men, basada en la vida de Ludwig Guttman. El 2013 va interpretar a Eddie en How I Live Now, pel·lícula dirigida per Kevin Macdonald en què comparteix protagonisme amb la irlandesa Saoirse Ronan. Aquest mateix any va participar en la pel·lícula musical Surt el sol a Edimburg.
El 2014 va formar part de l'elenc de la pel·lícula Pride, ambientada a l'Anglaterra de 1984. Entre l'abril i el maig de 2015 va protagonitzar l'obra Ah, Wilderness!, dirigida per Natalie Abrahami. Aquell mateix any va interpretar a Lewis Aldridge en l'adaptació televisiva de la BBC The Outcast.
En 2016 va ser un dels integrants del thriller 11.22.63, distribuït per la plataforma Hulu i produït per Stephen King. Al març va tornar als escenaris per participar en l'obra de teatre The Caretaker, dirigida per Matthew Warchus i en la qual va compartir taules amb Timothy Spall i Daniel Mays. Aquell any va estrenar la pel·lícula Capità fantàstic, on va interpretar a Bodevan Cash, fill gran de Ben Cash interpretat per Viggo Mortensen.
El 2017 es va estrenar la pel·lícula Marrowbone dirigida per l'espanyol Sergio G. Sánchez, en la qual MacKay interpreta un dels quatre germans protagonistes del film. El 2018 va participar en fins a tres pel·lícules: Where Hands Touch, de la directora britànica Amma Asante, Been so Long, pel·lícula musical de Tinge Krishnan, i Ophelia, una versió de Hamlet dirigida per Clara McCarthy.

## Filmografia

### Cinema
| Any  | Títol                              | Personatge            | Direcció          | Notes                                                      |
| ---- | ---------------------------------- | --------------------- | ----------------- | ---------------------------------------------------------- |
| 2003 | Peter Pan                          | Curly                 | PJ Hogan          |                                                            |
| 2006 | The Thief Lord                     | Riccio                | Richard Claus     |                                                            |
| 2008 | Defiance                           | Aron Bielski          | Edward Zwick      |                                                            |
| 2009 | The Boys Are Back                  | Harry                 | Scott Hicks       |                                                            |
| 2011 | Hunky Dory                         | Jake Zeppi            | Marc Evans        |                                                            |
| 2012 | Private Peaceful                   | Soldat Tommo Peaceful | Pat O'Connor      |                                                            |
| 2013 | La meva vida ara                   | Eddie                 | Kevin Macdonald   |                                                            |
| 2013 | Es fa de dia a Edimburg            | Davy                  | Dexter Fletcher   |                                                            |
| 2013 | For Those in Peril                 | Aaron                 | Paul Wright       | Guanyador a millor actor en els premis BAFTA Scotland 2013 |
| 2013 | Breakfast with Jonny Wilkinson     | Jake                  |                   |                                                            |
| 2014 | Pride                              | Joe "Bromley" Cooper  | Matthew Warchus   |                                                            |
| 2014 | Bypass                             | Tim                   |                   |                                                            |
| 2016 | Capità fantàstic                   | Bodevan "Bo" Cash     | Matt Ross         |                                                            |
| 2017 | El secret de Marrowbone            | Jack Marrowbone       | Sergio G. Sánchez |                                                            |
| 2018 | Where Hands Touch                  | Lutz                  | Amma Asante       |                                                            |
| 2018 | Been so Long                       | Gil                   | Tinge Krishnan    |                                                            |
| 2018 | Ophelia                            | Hamlet                | Clara McCarthy    |                                                            |
| 2019 | 1917                               | Cap Schofield         | Sam Mendes        |                                                            |
| 2020 | The True History of the Kelly Gang | Ned Kelly             | Justin Kurzel     |                                                            |

### Televisió
| any  | Títol                  | personatge            | Cadena d'emissió |
| ---- | ---------------------- | --------------------- | ---------------- |
| 2004 | Rose and Maloney       | Young Calum           | ITV1             |
| 2005 | Footprints in the Snow | Nathan Hill           |                  |
| 2006 | Johnny and the Bomb    | Johnny Maxwell        | BBC              |
| 2006 | Tsunami: The Aftermath | Adam Peabody          | BBC, HBO         |
| 2007 | The Old Curiosity Shop | Kit Nubbles           | ITV              |
| 2012 | Birdsong               | Soldat Douglas        | BBC One          |
| 2012 | The Best of Men        | Private William Heath | BBC              |
| 2015 | The Outcast            | Lewis Aldridge        | BBC              |
| 2016 | 11.22.63               | Billy Turcotte        | Hulu, Fox        |